# Hyalinia leightonii
Hyalinia leightonii är en svampart som först beskrevs av William Phillips, och fick sitt nu gällande namn av Jean Louis Emile Boudier 1907. Hyalinia leightonii ingår i släktet Hyalinia och familjen vaxskålar.  Utöver nominatformen finns också underarten lignicola.